# Nanshe

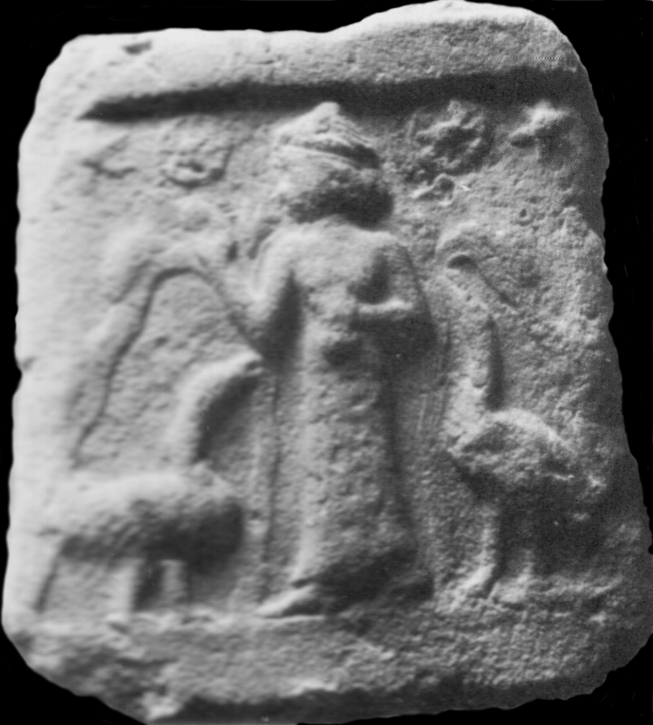
Diosa de pie, probablemente Nanshe. La acompañan dos gansos y sostiene un jarrón en la mano. Dos corrientes de agua y peces saliendo del barco. Detrás de la diosa (placa de terracota) se encuentran dos estrellas de seis puntas y dos discos solares. Tercera Dinastía de Ur.

En la mitología mesopotámica, Nanše o Nanshe fue diosa de los sueños y las profecías. Su ciudad principal era Nina.
Habitual con la práctica del arte de la oniromancia, podía interpretar sueños e intuir el futuro de las personas. Debido a su alta categoría como profetisa, se le consideraba capaz de ver el futuro de los seres humanos y de las deidades. Según las fuentes, Zaqar, el mensajero de los dioses, enviaba mensajes divinos a través de los sueños de Nanshe.
Los manantiales del inframundo estaban asociados con la profecía, y Nanshe tenía una conexión especial con los mismos. Al menos una vez al año, Nanshe también participaba como juez de los actos de cada persona.
Enseñó la habilidad de la interpretación de los sueños a los sacerdotes babilonios, los cuales aprendieron esto después de pasar por una prueba simbólica de muerte y resurrección.[cita requerida] Se dice que protegía a los huérfanos, a las viudas y a los pobres.[cita requerida] Su escriba jefa era Nidaba (cada composición escrita por un escriba terminaba con la oración «Alabada sea Nanshe»), su consorte era Haia, era hija de Enki y matrona de Enlil. Se la identifica con Lagash y su centro de culto era Sirar.

## Variantes
Un rey sumerio, Ur-Nanshe («Ur» está relacionado con «león» o con «perro guardián», y Nanshe es el equivalente a la diosa Inanna) fue el guardián de la diosa Nanshe.
Gula, Baba, Bau, Nanshe e Inanna son también denominadas Nintinugga, la mujer que resucita de la muerte.
Nisaba es la hermana de Nanshe o Inanna, que es mencionada a la vez con el nombre de Gula o Inanna. Asímisma se llama «Madre de Nanshe», que está identificada a su vez con Nammu o Tiamat, la madre del mar.